# Chuyến bay 256 của Fly Jamaica Airways
Chuyến bay 256 của Fly Jamaica Airways (OJ256/FJM256) là một chuyến bay quốc tế từ sân bay quốc tế Cheddi Jagan ở Guyana đến sân bay quốc tế Toronto Pearson ở Canada đã gặp phải sự cố và phải quay trở lại sân bay. Trong quá trình hạ cánh, máy bay đã chạy quá đường băng. Tai nạn xảy ra vào lúc 2:35 phút sáng. Có khoảng 118 hành khách và 8 phi hành đoàn trên máy bay. Sau vụ việc, máy bay bị hư hỏng nặng. Tất cả hành khách và phi hành đoàn sống sót, tuy nhiên, một nữ hành khách 86 tuổi đã chết 1 tuần sau vụ tai nạn do chấn thương nặng. Trước vụ tai nạn này, đã khoảng 17 năm kể từ khi Chuyến bay 77 của American Airlines và Chuyến bay 93 của United Airlines gặp tai nạn do không tặc trong vụ khủng bố 11/9.

## Máy bay
Chiếc Boeing 757-23N với số đăng ký N524AT, được trang bị 2 động cơ Rolls-Royce RB211. Được chế tạo năm 1999 và lần đầu tiên bay với hãng ATA Airlines và sau đó với 1 hãng khác, trước khi Fly Jamaica Airways mua lại vào năm 2012.

## Chi tiết chuyến bay và vụ tai nạn
Cất cánh vào ngày 9 tháng 11 năm 2018 lúc 2:10 phút sáng (giờ địa phương). Lúc 2:21 phút sáng, cơ trưởng cho biết có sự cố thủy lực và đã xin phép trở lại sân bay quốc tế Cheddi Jagan. Máy bay đã hạ cánh khẩn cấp vào khoảng 2:53 sáng, tuy nhiên, máy bay đã chạy quá đường băng và đâm xuyên hàng rào, sau đó hành khách và phi hành đoàn đã được sơ tán khẩn cấp, một hành khách đã chết sau đó 1 tuần.

## Hành khách và phi hành đoàn
| Quốc gia      |            |
| Hành khách    | Hành khách |
| ------------- | ---------- |
| Canada        | 82         |
| Guyana        | 35         |
| America       | 1          |
| Pakistan      | 1          |
| Trinidad      | 1          |
| Phi hành đoàn |            |
| Guyana        | 6          |
| Jamaica       | 2          |